# Sebastes rosaceus
Espèce
Sébaste rosé
Sebastes rosaceus (Sébaste rosé) est une espèce de poissons de l'ordre des Scorpaeniformes.